# Donald Gibb
Donald Richard Gibb (ur. 4 kwietnia 1954 w Nowym Jorku) – amerykański aktor, znany także jako Don Gibb, obecnie rzecznik prasowy. Wsławił się rolą Freda „Ogra” Palowakskiego, wielkiego, zaniedbanego brata bractwa Ogre, w filmach z serii Zemsta frajerów, a także jako Ray „Tiny” Jackson w filmie Krwawy sport (1988) i sequelu Krwawy sport II (1996) oraz jako Leslie „Doktor Śmierć” Krunchner w sitcomie HBO Jeden plus dziesięć (1985-1991).
Studiował na University of New Mexico i University of San Diego.

## Filmografia
- Conan Barbarzyńca (Conan the Barbarian, 1982), cameo
- Zemsta frajerów (Revenge of the Nerds, 1984) jako Fred „Ogr” Palowakski
- Jeden plus dziesięć (1st & Ten, 1984-1991) jako Leslie „Doktor Śmierć” Krunchner
- Transylvania 6-5000 jako Wolfman
- Krwawy sport (Bloodsport, 1988) jako Ray „Tiny” Jackson
- Zdrówko (1992) jako Tiny
- Renegat (1992) jako Cletus Hog Adams
- Krok za krokiem (1993) jako Slasher
- Harry i Hendersonowie (1993) jako Valentine
- Chłopiec poznaje świat (1994) jako Tony
- Dziewczyna z komputera (1994) jako Rolph
- Kroniki Seinfelda (1995) jako Litera S w diabeslskim ciele malarza
- Krwawy sport II (Bloodsport II, 1996) jako Ray „Tiny” Jackson
- Wydział pościgowy (U.S. Marshals, 1998) jako Mike Conroy
- Krok za krokiem (1997-1998) jako Moose
- Sekrety Weroniki (2000) jako łamaga
- Agent w spódnicy (2002) jako człowiek z blizną
- Żar młodości (2003) jako Worm
- Hancock (2008) jako skazaniec